# 압구정 현대아파트

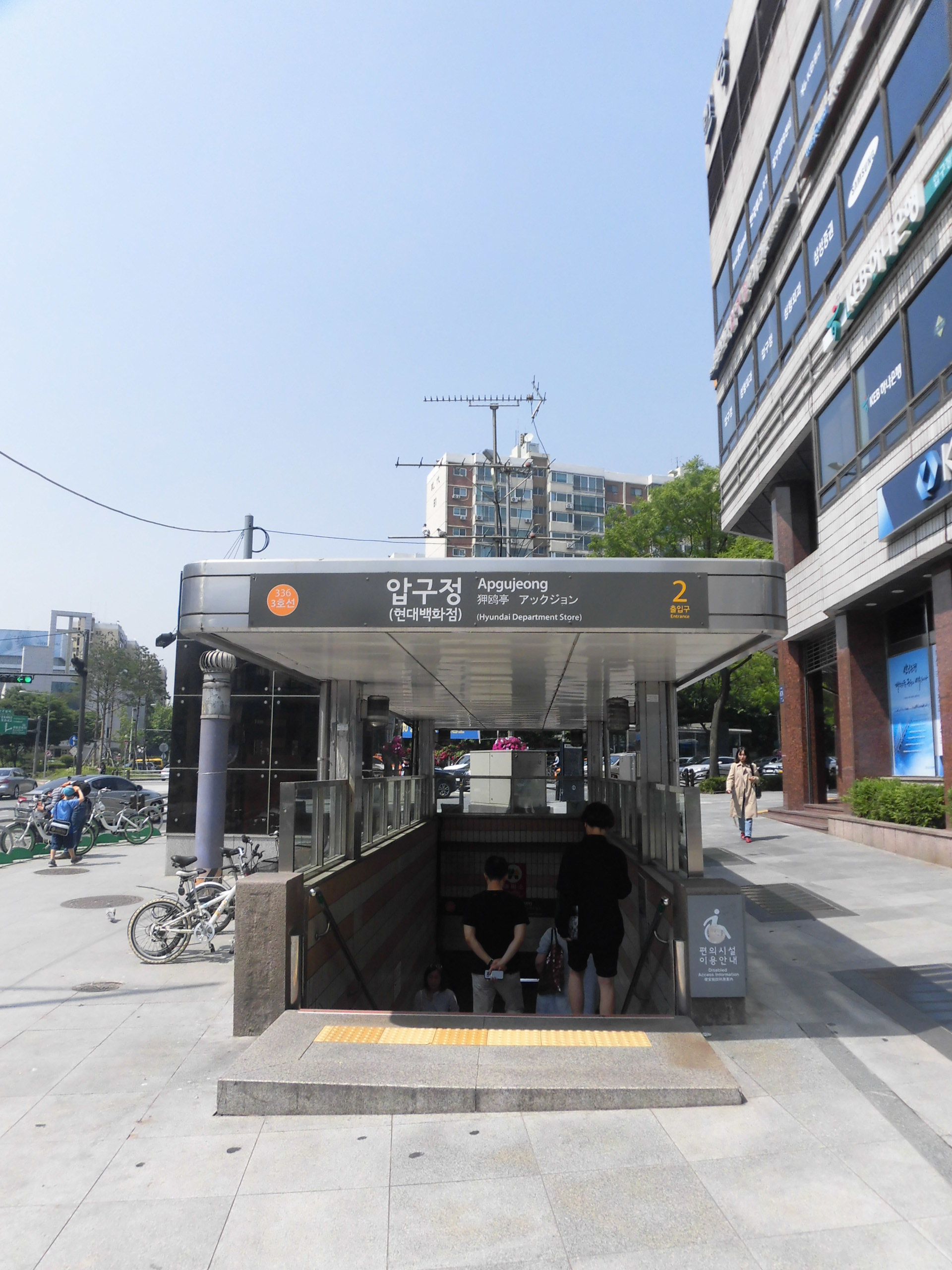
압구정역 2번 출구에서 바라본 압구정 현대아파트의 모습.

압구정 현대아파트(영어: Apgujeong Hyundai Apt)는 대한민국 서울특별시 강남구 압구정동에 위치한 대규모 아파트 단지이다.
1, 2차는 1975년에 착공하여 1976년에 완공되었고 14차는 1987년에 입주하였다. 1, 2차는 현대건설, 3~13차는 한국도시개발, 14차는 HDC현대산업개발이 건설하였다.

## 구성
1차부터 14차까지 있으며 총 82개동, 5679세대의 아파트가 있다. 이전에는 83개동이었으나, 1979년에 준공된 구 65동은 대림아크로빌아파트로 리모델링하여 2004년에 입주하였다.
- 1, 2차 아파트 : 1976년 입주. 960세대/총 13개동/12층, 15층
- 3차 아파트 : 1976년 입주. 432세대/총 4개동/12층
- 4차 아파트 : 1977년 입주. 170세대/총 6개동/5층 (단지 내 유일한 저층 아파트, 동 전체가 44평형으로 구성)
- 5차 아파트 : 1977년 입주. 224세대/총 2개동/14층
- 6, 7차 아파트 : 1978년, 1979년 입주. 1288세대/총 15개동/14층
- 8차 아파트 : 1981년 입주. 515세대/총 5개동/12층
- 10차 아파트 : 1982년 입주.  114세대/총 2개동/12층
- 13차 아파트 : 1983년 입주. 234세대/총 4개동/13층
- 14차 아파트 : 1987년 입주. 388세대/총 4개동/15층
- 신현대아파트 : 1982년, 1983년 입주. 1924세대/총 27개동/12층, 13층

## 재건축
구현대아파트의 사업 범위는 압구정 신현대아파트와 8차 아파트를 제외한 1~7차, 10차, 13차, 14차 아파트로, 압구정 3구역이라고 불린다. 신현대아파트는 압구정 2구역이다.

## 주위 시설
- ● 수도권 전철 3호선 - 압구정역
- ● 수도권 전철 수인·분당선 - 압구정로데오역
- 현대백화점 압구정본점
- 갤러리아백화점

## 사건사고
- 1991년 1월 29일 - 이형호 유괴 살해 사건
- 2014년 10월 10일 - 압구정 신현대아파트에서 주민의 갑질과 폭언을 이기지 못한 경비원이 아파트 입주민의 그랜저 차량 안에 들어가서 분신 자살을 시도했다.

## 같이 보기
- 압구정 한양아파트
- 반포주공아파트
- 마포아파트
- 잠실주공아파트